# Dysschema hyalinipennis
Dysschema hyalinipennis là một loài bướm đêm thuộc phân họ Arctiinae, họ Erebidae.